# Ацјенде Агриколе Асочате Коле д'Оро (Рагуза)
Ацјенде Агриколе Асочате Коле д'Оро је насеље у Италији у округу Рагуза, региону Сицилија.
Према процени из 2011. у насељу је живело 3 становника. Насеље се налази на надморској висини од 26 м.